# Groupe de recherches musicales
Il Groupe de recherches musicales (GRM) è un istituto dedito allo studio del suono e della musica elettroacustica situato a Parigi, in Francia.

## Storia
Il GRM venne fondato nel 1958 da Pierre Schaeffer dalla riforma del preesistente Groupe de Recherche de Musique Concrète (GRMC) del 1951. Nel 1960 venne inaugurato un Groupe de Recherches sur l’Image complementare al GRM nel Service de la recherche de la RTF. Durante i suoi anni di attività, il GRM si specializzò nello studio e nella registrazione di musica elettroacustica, nella produzione di programmi per Radio France e nella valorizzazione del patrimonio sonoro dell'INA. Il GRM teneva una rassegna di concerti presso il quartier generale di Radio France. Fra i molti compositori e tecnici del suono che fecero parte dell'istituzione vi furono Luciano Berio, Pierre Henry, Claude Ballif, François Bayle, Jean-Michel Jarre, André Boucourechliev, Dieter Kaufmann, Michel Redolfi, Jean-Claude Risset, Denis Smalley e Lionel Marchetti. Il GRM venne assorbito dall'Institut national de l'audiovisuel (INA) nel 1975, poco dopo la chiusura dell'Office de Radiodiffusion Télévision Française (ORTF).